# Harendermolen
Harendermolen of Harenermolen is een gehucht in de gemeente Groningen in de Nederlandse provincie Groningen. Het valt onder het dorp Glimmen. Net als Glimmen behoorde het vroeger kerkelijk gezien onder Noordlaren.
Het gehucht ligt tussen de dorpen Haren en Glimmen en bestaat met name uit villa's. De belangrijkste wegen zijn de Boerlaan, de Hoge Hereweg, de Oosterbroekweg, de Rijksstraatweg en het Westerveen. De Hoge Hereweg vormt een oude heirweg, die door het aangrenzende natuurgebied Appelbergen loopt. Het Pieterpad loopt eveneens door Harendermolen.

## Naam
Het gehucht is vernoemd naar de standerdmolen die hier vóór 1626 is gebouwd. De molen is rond 1822 afgebroken en mogelijk weer opgebouwd in Haren, maar dit is niet zeker. De 'nieuwe' molen in Haren brandde af in 1871. De bij de molen horende sarrieshut is bewaard gebleven. Deze dateert vermoedelijk uit de 18e eeuw en vormt een rijksmonument.
De correcte spelling van de naam van de plaats (met of zonder d) is onderwerp van discussie. Beide namen komen voor op kaarten, in gemeentelijke stukken en in de media. Hoewel de plaatsnaambordjes Harendermolen aangeven, staat op de ANWB-bordjes Harenermolen. De herkomst van de 'd' in de naam is onbekend, maar is mogelijk een verbastering van de naam Haardermolen, die op oude kaarten voorkomt, zoals de 18e-eeuwse kaarten van stadsbouwmeester Anthoni Verburgh en de schetskaart van Theodorus Beckeringh.

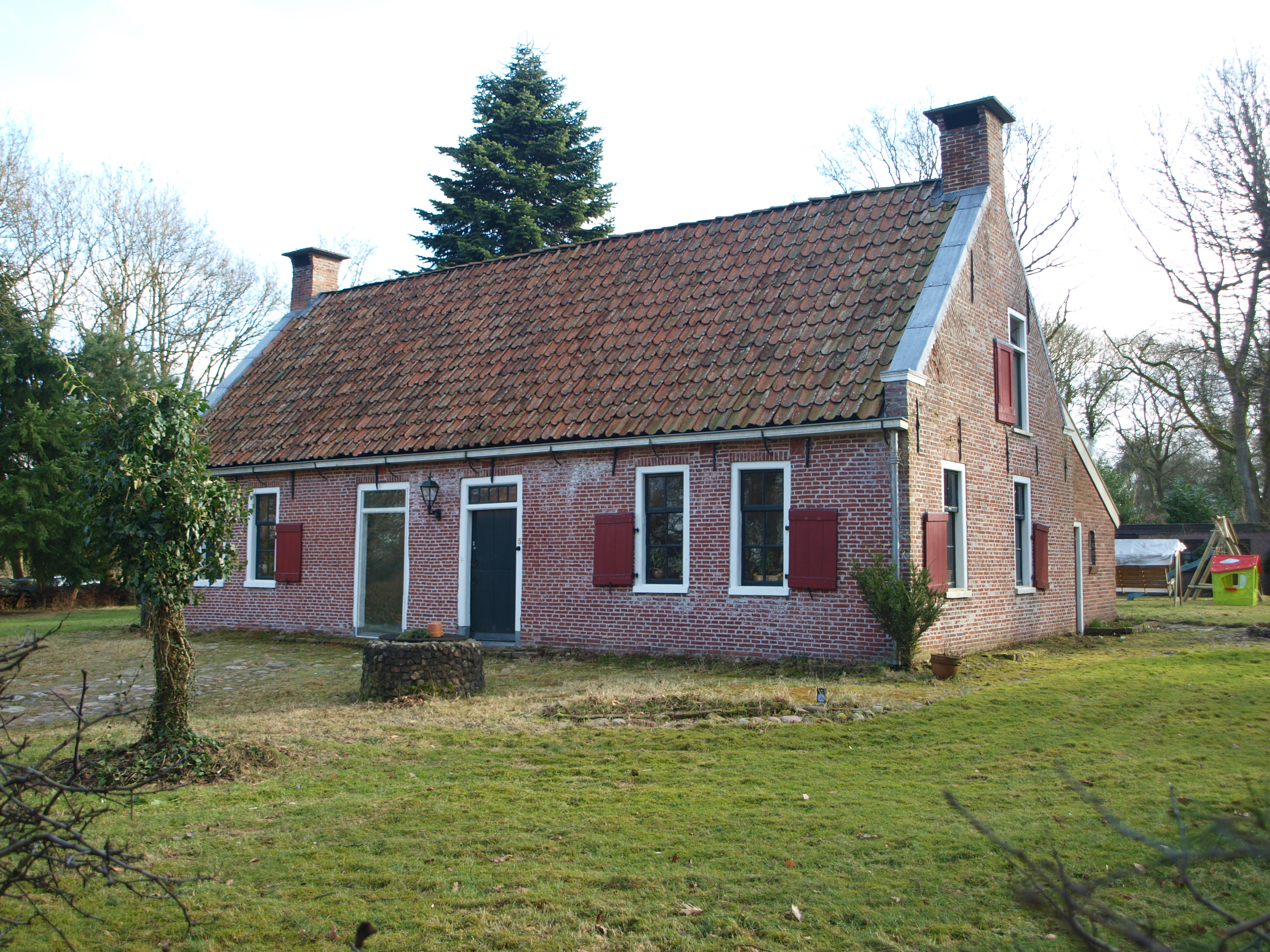
Sarrieshut
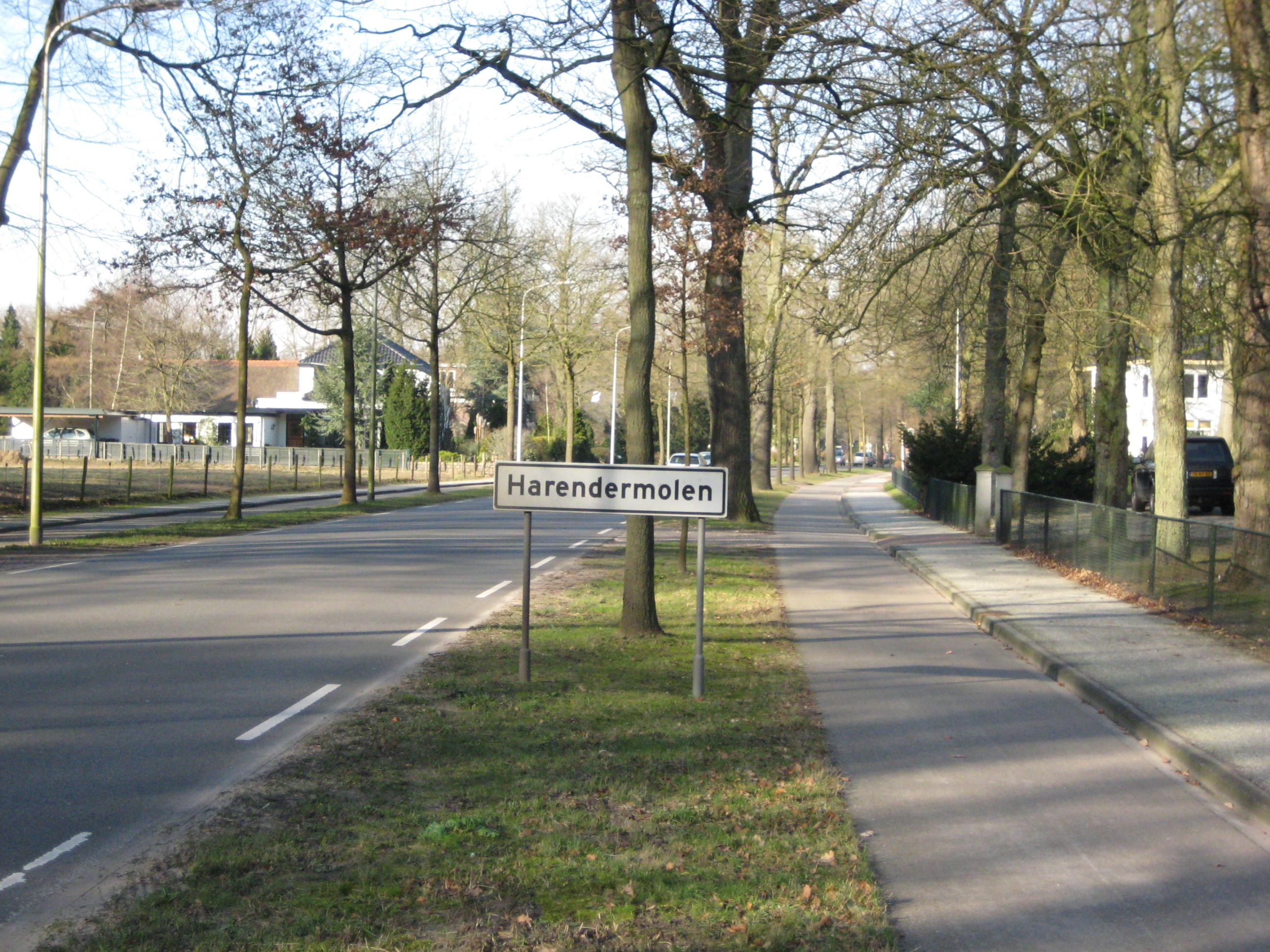
Het plaatsnaambord vermeldt Harendermolen

## Geschiedenis

### Prehistorie
Bij Harendermolen ligt de enige grafheuvel van de voormalige gemeente Haren. Deze grafheuvel werd in 1922 archeologisch onderzocht door Van Giffen. De grafheuvel is opgebouwd uit vier fasen vanaf de klokbekercultuur in het late neolithicum (ca. 2500-2000 v.Chr.) tot aan de vroege ijzertijd (800-500 v.Chr.). In de eerste fase werden de doden begraven in een grafkuil, die werd omringd door een brede standgreppel met 51 palen. In de bronstijd werd de heuvel tot tweemaal toe vergroot en opgehoogd. In de vierde fase kwam de crematie in zwang en werden de doden begraven in urnen.

### Recente geschiedenis
In Harendermolen verrezen in de recente geschiedenis veel markante gebouwen.
In 1806 werd herberg De Kroon gebouwd aan de Rijksstraatweg 4 bij Harendermolen. Dit monumentale gebouw werd na een nalatenschap van een van de eigenaren van het Huis te Glimmen in 1868 in gebruik genomen als bejaardenhuis Huize Weltevreden voor hervormde ouderen en vormt nog steeds een seniorencomplex. De tuin werd in 2013 hersteld door stichting Het Groninger Landschap. Tussen 1850 en 1920 bevond zich in het gehucht het atelier van de orgelbouwers Van Oeckelen.
Harendermolen had vanaf 1892 een tramremise voor de paardentram van de Tramweg-Maatschappij Zuidlaren – Groningen. Deze werd in 1921 geëlektrificeerd, maar legde het in 1939 af tegen de busmaatschappij GDS vanuit de stad, die haar eindpunt had bij het begin van de Hoge Hereweg.
De tramverbinding droeg eraan bij dat het gebied rond 1900 populair werd als ontspanningsoord voor stad-Groningers. Er verrezen verschillende herbergen en andere uitspanningen, waarvan sommige het volhielden tot in de jaren 1970. Ook werd na de sluiting van de baan in Vogelzang in 1903 een renbaan van 800 meter aangelegd bij het gehucht. Deze werd later diverse malen aangepast, maar ligt er nog steeds. 
Tussen 1959 en 1969 was in de villa Voorveld het Liudgerconvict gevestigd; het kleinseminarie van het Bisdom Groningen.
Stad: Groningen

Dorpen: Garmerwolde · Glimmen · Haren · Harkstede (deels) · Lageland · Lellens · Meerstad · Noordlaren · Onnen · Sint-Annen · Ten Boer · Ten Post · Thesinge · Winneweer · Woltersum

Buurtschappen: Achter-Thesinge · Boltklap · Bouwerschap · Bovenrijge · Dilgt · Dorkwerd · Engelbert · Emmerwolde · Essen · Euvelgunne · Felland · Harendermolen · Hemert · Hemmen · Hoogkerk · Leegkerk · Hoornsedijk · Klein Harkstede · Kröddeburen · Lageweg · Lutjewolde · Middelbert · Noorddijk · Noorderhoogebrug · Oosterdijkshorn · Oosterhoogebrug · Oude Roodehaan · Paterswolde (deels) · Ruischerbrug · Roodehaan · Slaperstil · Steerwolde · Vierverlaten · Wittewierum · Zevenhuisjes

Provincie Groningen: Steden en dorpen      Nederland: Provincies · Gemeenten